# Шансери (Орн)
Шансери (фр. Champcerie) насеље је и општина у северној Француској у региону Доња Нормандија, у департману Орн која припада префектури Аржантан.
По подацима из 2011. године у општини је живело 137 становника, а густина насељености је износила 15,32 становника/km². Општина се простире на површини од 8,94 km². Налази се на средњој надморској висини од метара (максималној 231 m, а минималној 159 m).

## Демографија
| 1962. | 1968. | 1975. | 1982. | 1990. | 1999. | 2011. |
| ----- | ----- | ----- | ----- | ----- | ----- | ----- |
| 132   | 143   | 113   | 108   | 103   | 116   | 137   |

График промене броја становника у току последњих година